# Allie Long
Alexandra Linsley Long Batista (Huntington, Nueva York, Estados Unidos; 13 de agosto de 1987) conocida como Allie Long, es una futbolista estadounidense. Juega como centrocampista en el NJ/NY Gotham FC de la National Women's Soccer League de Estados Unidos.

## Clubes
| Club                 | País           | Año             |
| -------------------- | -------------- | --------------- |
| Washington Freedom   | Estados Unidos | 2009 - 2010     |
| Sky Blue F.C.        | Estados Unidos | 2011            |
| París Saint-Germain  | Francia        | 2011 - 2012     |
| New York Fury        | Estados Unidos | 2012            |
| Portland Thorns F.C. | Estados Unidos | 2013 - 2017     |
| Chelsea (préstamo)   | Inglaterra     | 2013            |
| OL Reign             | Estados Unidos | 2018 - 2020     |
| NJ/NY Gotham FC      | Estados Unidos | 2021 - presente |

## Palmarés

### Títulos nacionales
| Título                         | Club            | País           | Año  |
| ------------------------------ | --------------- | -------------- | ---- |
| National Women's Soccer League | Portland Thorns | Estados Unidos | 2013 |
| National Women's Soccer League | Portland Thorns | Estados Unidos | 2017 |

### Títulos internacionales
| Título                | Club           | País           | Año  |
| --------------------- | -------------- | -------------- | ---- |
| Copa SheBelieves      | Estados Unidos | Estados Unidos | 2018 |
| Torneo de Naciones    | Estados Unidos | Estados Unidos | 2018 |
| Copa Mundial Femenina | Estados Unidos | Francia        | 2019 |

(*) Incluyendo la Selección

### Distinciones individuales
| Distinción            | Año  |
| --------------------- | ---- |
| Mejor Once de la NWSL | 2015 |
| Mejor Once de la NWSL | 2016 |